# Bałtyk Gdynia
Bałtyk Gdynia (vollständig: Stowarzyszenie Klub Sportowy Bałtyk Gdynia) ist ein polnischer Fußballverein aus der Stadt Gdynia. Seine Vereinsfarben sind Weiß und Blau. Bałtyk ist der älteste Verein aus Gdynia, der heute noch unter seinem Gründungsnamen spielt.

## Erfolge
Bałtyk spielte von 1980 bis 1986 sowie in der Saison 1987/88 insgesamt sieben Jahre in der höchsten polnischen Liga und 19 Jahre in der zweithöchsten polnischen Spielklasse.
Aktuell spielt Bałtyk in der fünftklassigen IV. Liga Pomorska.
1983 nahm der Klub am Intertoto-Cup teil.
In der Saison 1984/85 erreichte Bałtyk das Halbfinale des polnischen Fußballpokals.

## Spieler
- Andrzej Zgutczyński (1976–1978, 1978–1983, 1993–1994)
- Piotr Włodarczyk (2011–2012)